# موتور عرضی

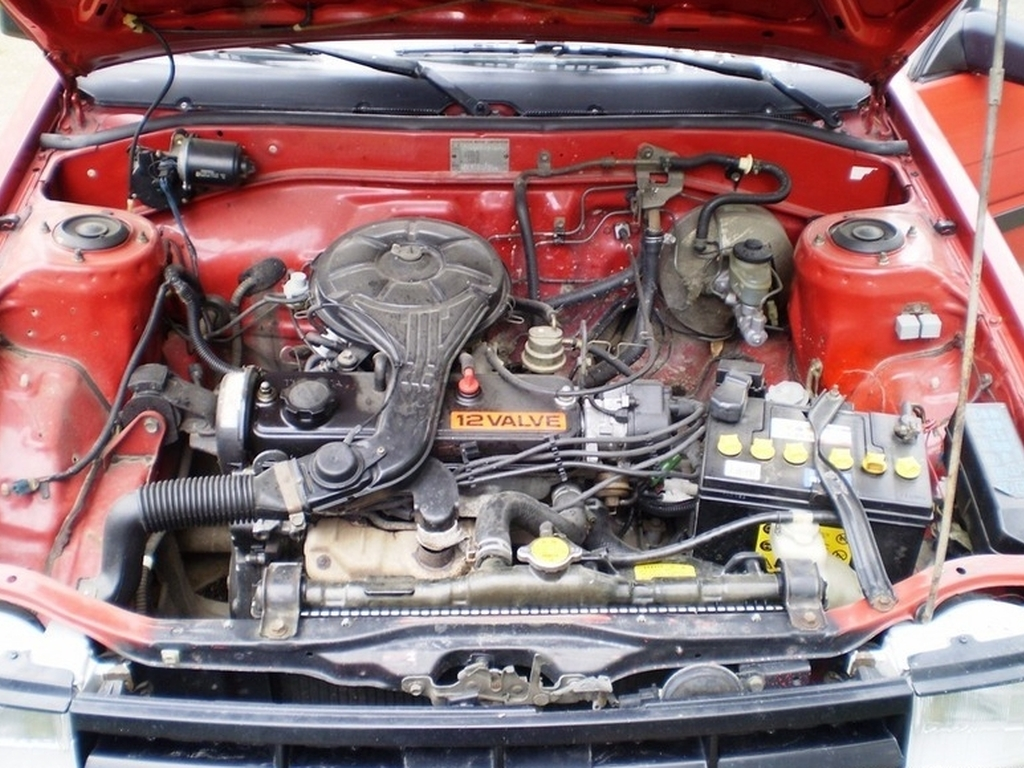
موتور نصب‌شده به‌صورت عرضی در تویوتا کرولا ئی۸۰

موتور عرضی موتوری است که در وسیله نقلیه به گونه‌ای نصب می‌شود که محور میل‌لنگ موتور بر جهت حرکت عمود باشد. بسیاری از خودروهای دیفرانسیل جلو مدرن از این پیکربندی نصب موتور استفاده می‌کنند. بیشتر خودروهای دیفرانسیل عقب از پیکربندی موتور طولی استفاده می‌کنند، که در آن محور میل‌لنگ موتور با جهت حرکت موازی است، به جز برخی از خودروهای موتور وسط عقب، که از موتور عرضی و جعبه‌دنده در عقب به جای جلو استفاده می‌کنند. علیرغم اینکه معمولاً در وسایل نقلیه سبک استفاده می‌شود، به چنین طرح‌هایی محدود نمی‌شود و برای صرفه‌جویی در فضای داخلی در خودروهای جنگی زرهی نیز استفاده شده‌است.

## تاریخچه

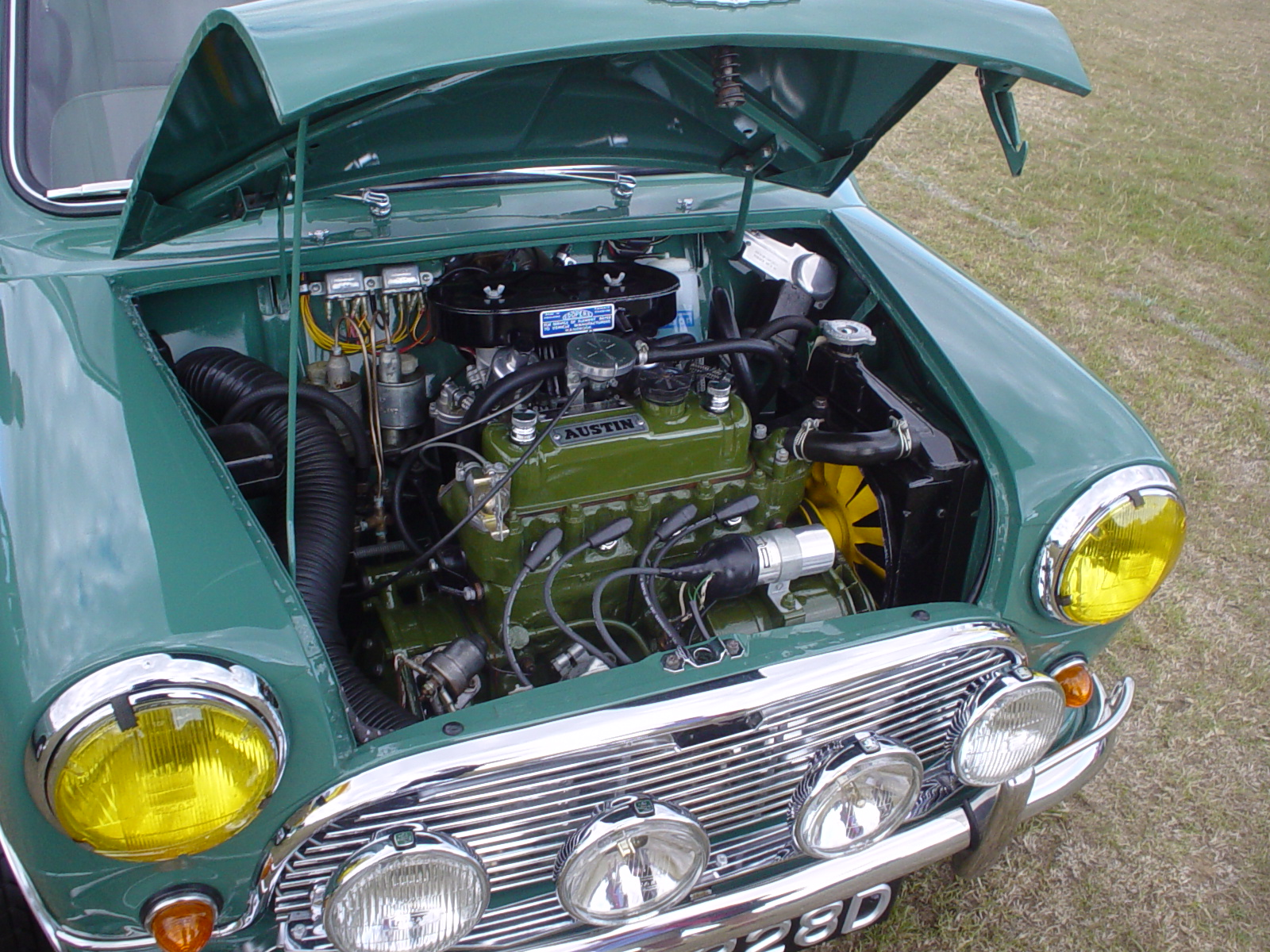
موتور نصب‌شده عرضی در مینی کوپر

خودروی سبک کریچلی که توسط شرکت موتور دایملر در سال ۱۸۹۹ ساخته شد، دارای یک موتور عرضی با تسمه محرک به محور عقب بود. اولین خودروهای موفق موتور عرضی، سری خودروهای دوسیلندر DKW F1 بودند که برای اولین بار در سال ۱۹۳۱ ظاهر شدند.
در طول جنگ جهانی دوم، موتورهای عرضی برای وسایل نقلیه زرهی ساخته شدند، با تانک‌های تی-۴۴ و تی-۵۴/تی-۵۵ شوروی برای صرفه‌جویی در فضای داخل بدنه، به موتورهای عرضی مجهز شدند. تی-۵۴/۵۵ در نهایت تبدیل به تولیدشده‌ترین تانک تاریخ شد.

### استفاده پس از جنگ
پس از جنگ جهانی دوم، ساب از این پیکربندی در اولین مدل خود، ساب ۹۲، در ۱۹۴۷ استفاده کرد. ترابانت ساخت آلمان شرقی که در سال ۱۹۵۷ ظاهر شد، همچنین دارای یک موتور دو زمانه نصب شده روی عرض بود و این طرح تا پایان تولید در سال ۱۹۹۱ حفظ شد. با این حال، با مینی الک ایسیگونیس، که توسط شرکت موتور بریتانیا در سال ۱۹۵۹ معرفی شد، این طرح مورد تحسین قرار گرفت. ایسیگونیس جعبه‌دنده خودرو را در مخزن موتور ادغام کرد و یک واحد پیشرانه به اندازه کافی باریک برای نصب عرضی در خودروی تنها ۴ فوت (۱٫۲ متر) تولید کرد. عریض درحالی‌که خودروهای پیشین DKW و ساب از موتورهای کوچک و تصفیه نشده دو زمانه با هوا خنک با عملکرد ضعیف استفاده می‌کردند، آرایش جعبه‌دنده در مخزن به این معنی بود که می‌توان یک موتور ۴ سیلندر ۸۴۸ سی‌سی آب خنک را روی مینی نصب کرد که عملکرد قوی ارائه می‌کرد. برای یک ماشین در اندازه آن همراه با فضای داخلی بسیار بیشتر که توسط چیدمان فراهم می‌شود (کل پیشرانه تنها ۲۰ درصد درازای خودرو را اشغال می‌کرد)، این مینی را به یک جایگزین واقعی برای خودروهای خانوادگی کوچک معمولی تبدیل کرد.
این طراحی با طراحی دانته جیاکوزا برای فیات به اوج خود رسید. موتور را با شفت به جعبه‌دنده وصل کرد و دیفرانسیل را از مرکز خارج کرد تا راحتتر به جعبه‌دنده متصل شود؛ بنابراین، نیم شفت‌ها از دیفرانسیل تا چرخ‌ها از نظر درازا متفاوت بودند، که اگر سفتی پیچشی آن‌ها یکسان نبود، فرمان خودرو را نامتقارن می‌کرد. طرح جیاکوزا برای اولین بار در آوتوبیانکی پریمولا در سال ۱۹۶۴ و بعداً در فیات ۱۲۸ محبوب استفاده شد. با جعبه‌دنده‌ای که جداگانه روی موتور نصب شده بود، این خودروها لزوماً بزرگتر از مینی بودند، اما ثابت شد که این هیچ ضرری ندارد. این طرح، که هنوز هم امروزه مورد استفاده قرار می‌گیرد، همچنین بهبودی عالی، تعمیر آسان‌تر را ارائه می‌دهد و برای اتخاذ جعبه‌دنده‌های پنج سرعته نسبت به طراحی اولیه ایسیگونیس در مخزن مناسب‌تر بود.
لامبورگینی میورا از یک موتور ۴٫۰ لیتری وی۱۲ در وسط عرضی استفاده می‌کرد. این پیکربندی در سال ۱۹۶۵ ناشناخته بود، اما در دهه‌های بعدی رایج‌تر شد و خودروهایی مانند لانچیا مونتکارلو، نوبل ام۱۲، تویوتا ام‌آر۲، پونتیاک فیرو و نسل اول هوندا ان‌اس‌ایکس از چنین طراحی پیشرانه‌ای استفاده کردند.
لندرور ال‌آر۲ فریلندر، همراه با همه مدل‌های ولوو از سال ۱۹۹۸ به بعد (از جمله مدل‌های وی۸)، از یک موتور با نصب عرضی برای افزایش فضای سرنشینان در داخل خودرو استفاده می‌کند. این امر همچنین به دلیل ایجاد فضای طولی بیشتر در محفظه موتور، باعث بهبود ایمنی در برخورد از جلو نیز شده‌است. نتیجه یک ناحیه مچاله جلوی بزرگتر است.
موتورهای عرضی نیز در اتوبوس‌ها بسیار مورد استفاده قرار گرفته‌اند. در ایالات متحده، آنها در اوایل دهه ۱۹۳۰ توسط Twin Coach ارائه شدند و با موفقیت محدود در Pickwick Nite-Coach از Dwight Austin استفاده شدند. موتورهای اتوبوس عرضی برای اولین بار به‌طور گسترده در Yellow Coach 719 با استفاده از وی-درایو دوایت آستین ظاهر شدند. آنها تا دهه ۱۹۹۰ به استفاده متداول ادامه دادند، اگرچه موتورهای V-پیکربندی کوتاه‌تر در پیکربندی «تی-درایو» طولی در دهه ۱۹۶۰ رایج شدند. موتورهای عرضی نیز در بریتیش لیلاند آتلانتیس، در بسیاری از اتوبوس‌های ترانزیت و تقریباً در همه اتوبوس‌های دوطبقه مدرن مورد استفاده قرار گرفتند. آنها همچنین به‌طور گسترده توسط اسکانیا، ام‌آان، ولوو و بخش اتوبوس رنو استفاده شده‌اند.

## موقعیت قرارگیری موتورهای عرضی
موتورها ممکن است در دو موقعیت اصلی در داخل خودرو قرار گیرند:
- موتور جلو به‌صورت عرضی نصب شده / دیفرانسیل جلو
- موتور وسط عقب با نصب عرضی / دیفرانسیل عقب

## انواع متداول موتورهای عرضی
فضای مجاز برای موتورها در چاه چرخ‌های جلو معمولاً به موارد زیر محدود می‌شود:

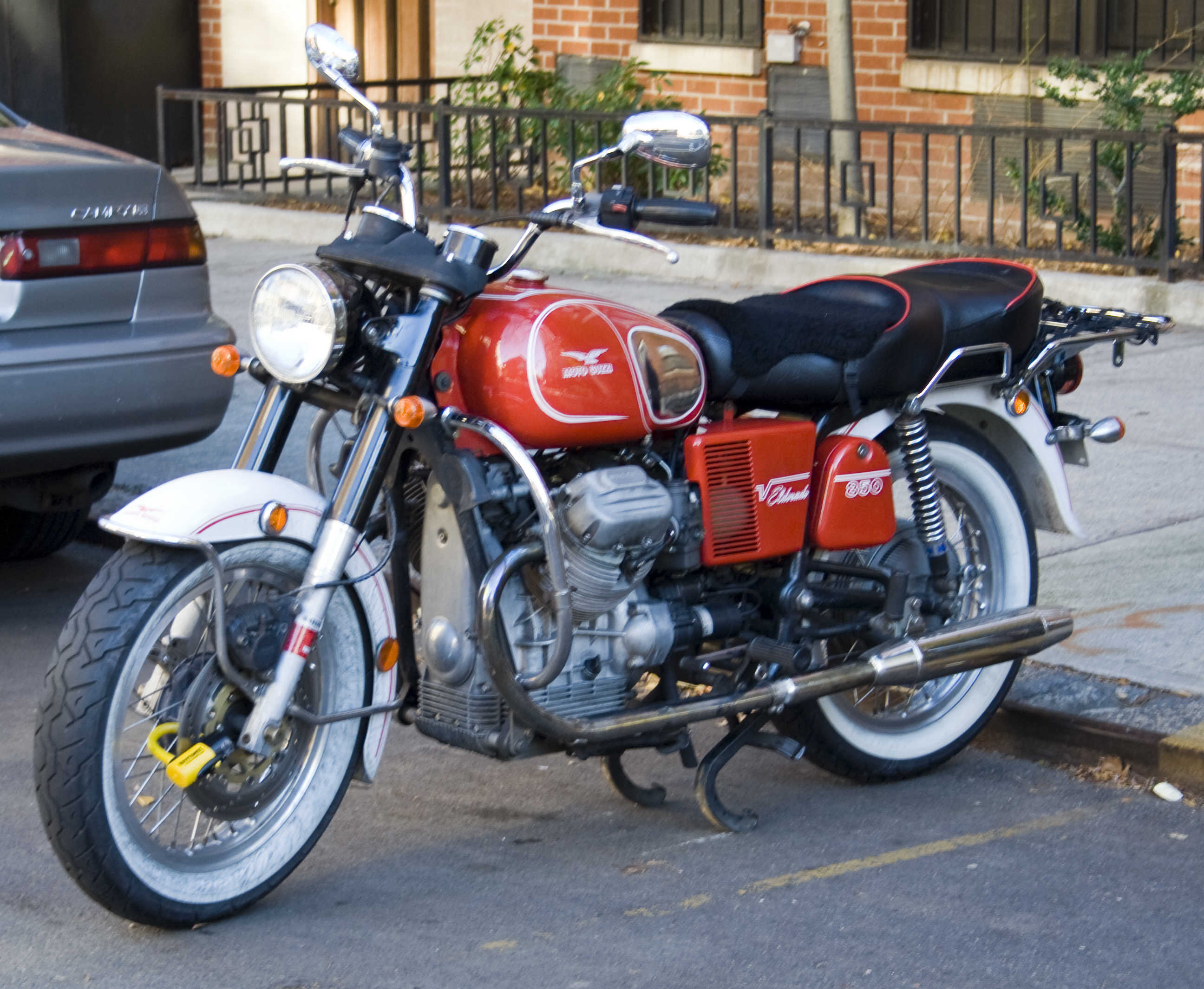
موتور این موتورسیکلت موتو گوزی علیرغم اینکه میل‌لنگ در یک راستا با فریم قرار دارد، به‌صورت «عرضی» توصیف شده‌است.

- تک‌سیلندر
- دوسیلندر خطی
- سه‌سیلندر خطی
- چهارسیلندر خطی
- پنج‌سیلندر خطی
- شش‌سیلندر خطی (برای موتور عقب)
- وی۴
- وی۶

## انواع کمتر رایج موتورهای عرضی
- شش سیلندر خطی: آستین کیمبرلی، تاسمین، آستین ۲۲۰۰، موریس ۲۲۰۰، ولزلی سیکس، آستین/موریس ۲۲۰۰ HL، ولسلی سالون، پرنسس، دوو مگنوس  (معروف به شورولت اپیکا/اوانداکا، سوزوکیو) دوو توسکا)، لندروور فری‌لندر ۲ (معروف به ال‌آر۲)، ولوو اس۸۰، ولوو اس۶۰ (نسل دوم، همچنین وی۶۰)، ولوو وی۷۰ (نسل سوم)، ولوو ایکس‌سی۶۰، ولوو ایکس‌سی۹۰
- وی۸: بیوک لاکراس سوپر، کادیلاک آلانتی، فورد تاروس اس‌اچ‌کیو (نسل سوم)، هیوندای ایکوئس/سنتنیال (نسل یکم)، لانچیا تما ۸٫۳۲، لینکلن کانتیننتال (فقط ۱۹۹۵–۲۰۰۲) ، میتسوبیشی پروموبشای، اولدین پرو اس۸۰، ولوو ایکس‌سی۹۰
- وی۱۲ (فقط موتور وسط): لامبورگینی میورا
- وی۱۶ (فقط موتور وسط): سیزتا-مورودر وی۱۶تی

## کنوانسیون جایگزین با موتورسیکلت‌های دوسیلندر
شرح جهت موتورهای V-twin و flat-twin موتور سیکلت گاهی اوقات با قراردادی که در بالا ذکر شد متفاوت است. گفته می‌شود موتورسیکلت‌هایی با موتور V-twin که میل‌لنگ آن موازی جهت حرکت است، به عنوان مثال AJS S3 V-twin، هندی ۸۴۱، ویکتوریا برگمایستر، سری هوندا سی‌ایکس و چندین موتو گوتزی از دهه ۱۹۶۰، دارای «عرضی» هستند.موتورها، درحالی‌که موتورسیکلت‌هایی با V-twin نصب شده با میل‌لنگ آن عمود بر جهت حرکت، به عنوان مثال بیشتر دوکاتی‌ها از دهه ۱۹۷۰ و بیشتر هارلی دیویدسون‌ها، گفته می‌شود که دارای موتورهای «طولی» هستند. این قرارداد از طولانی‌ترین بعد افقی (درازا یا پهنا) موتور به عنوان محور مرجع به جای میل‌لنگ استفاده می‌کند.